# Albertslunds kommun
Albertslunds kommun (danska: Albertslund Kommune) är en kommun i Region Hovedstaden på Själland i Danmark, 15 km väster om Köpenhamn. I kommunen bor knappt 28 000 invånare (2012).

## Socknar
| 1. Herstedvesters socken 2. Herstedøsters socken 3. Opstandelseskirkens socken |

## Administrativ historik
Albertslunds kommun bildades 1970 genom en sammanslagning av Herstedvesters, Herstedøsters och Opstandelseskirkens socknar och tillhörde då Köpenhamns amt. Den hette från början Herstedernes kommun, men bytte 1973 namn till Albertslunds kommun. Vid den danska kommunreformen 2007 förblev kommunen oförändrad.

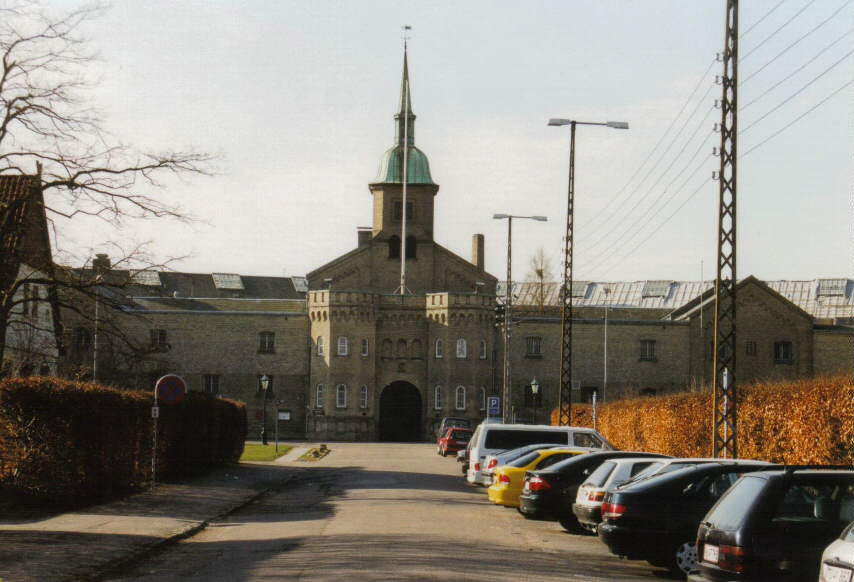
Säkerhetsanstalten Herstedvester

## Geografi
Albertslunds kommun gränsar till Glostrups kommun i öster, Ballerups och Egedals kommuner i norr, Høje-Tåstrups kommun i väster och Vallensbæks och Brøndby kommuner i söder. Kommunen har en enda tätort, Albertslund.
Drygt halva kommunens yta täcks av skogen Vestskoven, ett naturområde som började anläggas 1967 och kom till som ett resultat av Fingerplanen.

## Befolkning
Kommunens tätortsbebyggelse utgörs av förorter till Köpenhamn. Från att ha varit en ort med 3 000 invånare ökade befolkningen till 30 000 på 1960-talet. Sedan 1980-talet har folkmängden dock varit svagt minskande[källa behövs].

## Politik
Kommunen har socialdemokratisk majoritet. Vid valet 2005 fick socialdemokraterna 11 av 21 mandat.

## Vänorter
Albertslunds kommun har sex vänorter:
- Borken, i Tyskland
- Grabow i Tyskland
- Ricany, i Tjeckien
- Mölndal, i Sverige
- Whitstable, i England
- East Renfrewshire, i Skottland